# Pansarklotspindel
Pansarklotspindel (Pholcomma gibbum) är en spindelart som först beskrevs av Westring 1851.  Pansarklotspindel ingår i släktet Pholcomma och familjen klotspindlar. Arten är reproducerande i Sverige. Inga underarter finns listade i Catalogue of Life.